# Source du Pontet
Koordinaten: 47° 1′ 43″ N, 6° 17′ 18,2″ O
Die Source du Pontet (Pontetquelle) ist eine Karstquelle im Jura bei Mouthier-Haute-Pierre im französischen Département Doubs. Der dort entspringende Pontet ist nur rund 200 m lang.

## Beschreibung

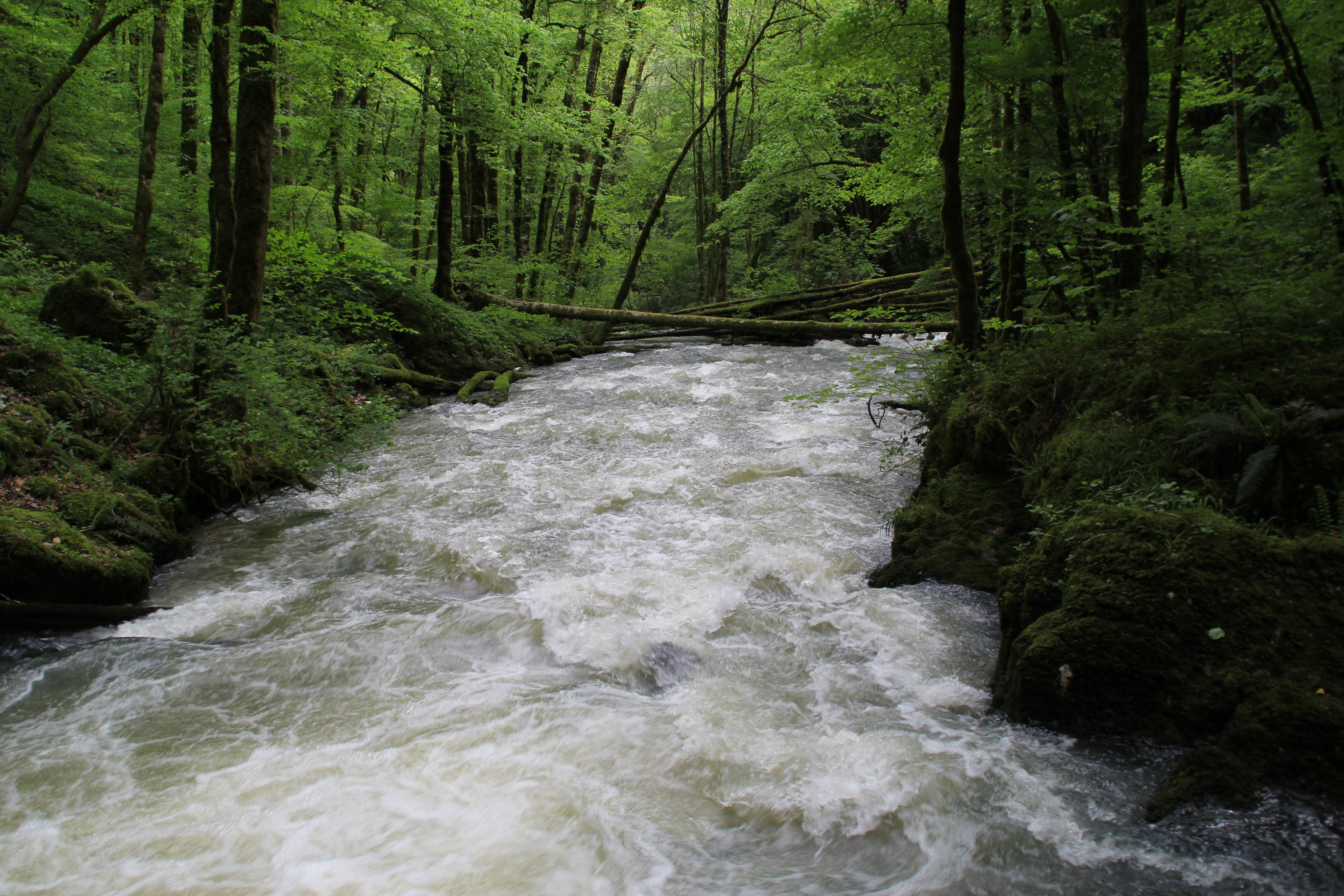
Der entsprungene Pontet etwa 50 m unterhalb der Quelle

Das Quellwasser des Pontet entspringt einem mächtigen Höhlenportal in einer Tuffsteinfelswand. Die Quelle liegt in der Nähe der Source de la Loue (Louequelle), direkt unterhalb der Höhle Grotte des Faux Monnayeurs. Beide Höhlen befinden sich in einem bewaldeten Gebiet und bilden ein gemeinsames hydrologisches System. Nur bei absoluter Trockenheit der Quelle kann das große Höhlenportal bis zu 90 m weit begangen werden.
Der Pontet fließt über zahlreiche Wasserfälle und Kaskaden und mündet nach etwa 200 m von rechts in die Loue. Oberhalb der Source du Pontet verläuft die Nationalstraße N 67.